# Lupta de la Țânțaru (1916)
Lupta de la Țânțaru a fost o acțiune militară de nivel tactic, desfășurată pe Frontul Român, în timpul campaniei din anul 1916 a participării României la Primul Război Mondial. Ea s-a desfășurat în perioada 23 septembrie/6 octombrie 1916 și a avut ca rezultat victoria forțelor germane, în ea fiind angajate forțe române din Divizia 4 Infanterie română și forțe ale Puterilor Centrale din Divizia 187 Infanterie germană. A făcut parte din acțiunile militare care au avut loc în bătălia dintre Olt și Mureș .:p. 290

## Comandanți

### Comandanți români
- General Grigore Simionescu

### Comandanți ai Puterilor Centrale
- General Edwin Sunkel